# وینیتا (اکلاهما)
وینیتا(به انگلیسی: Vinita) شهری در ایالت اکلاهما کشور ایالات متحده آمریکا است که جمعیت آن در سرشماری سال ۲۰۱۰ میلادی، ۵٬۷۴۳ نفر بوده‌است.

## نگارخانه

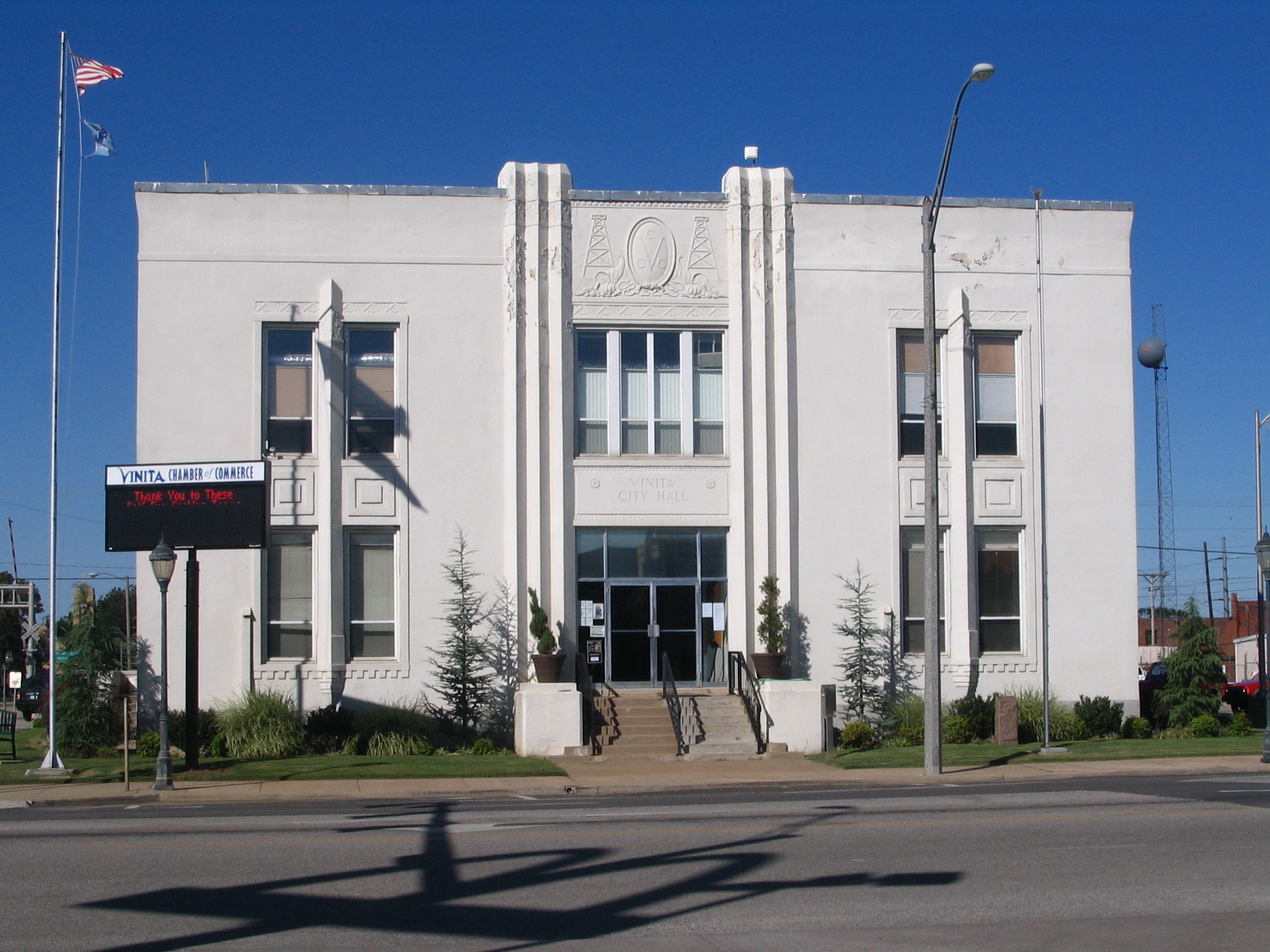
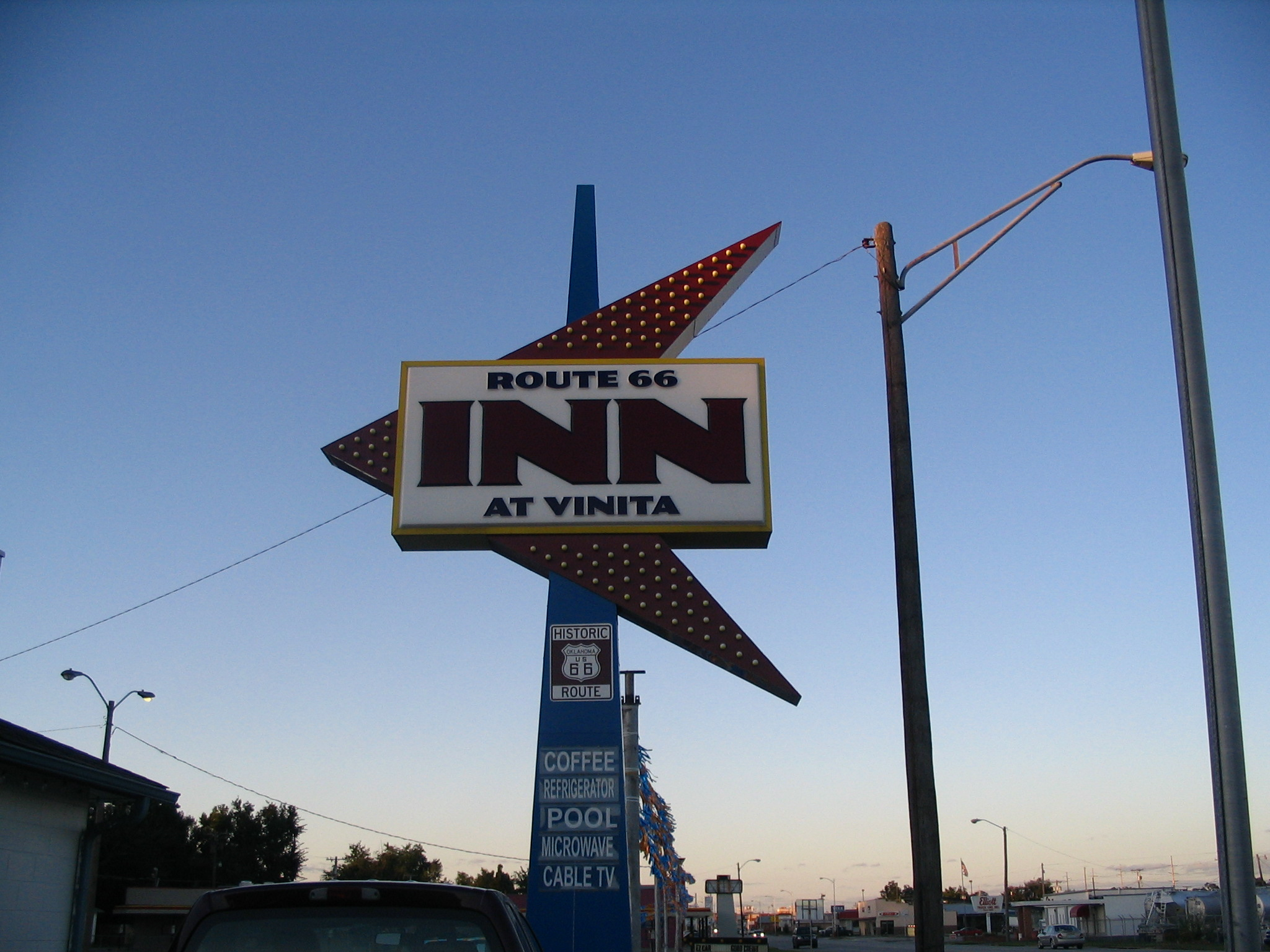